# Vanessa Collingridge
Vanessa Collingridge (* 1968 in Oxfordshire) ist eine britische Autorin und Hörfunksprecherin.

## Werdegang
Collingridge wurde als jüngstes von fünf Kindern in Oxfordshire als Tochter einer schottischen Mutter und eines halb-irischen Vaters geboren. Aufgewachsen ist sie in Woking in Surrey. Sie studierte Geografie am Hertford College in Oxford, wo sie einen erstklassigen Master of Arts erlangte, obwohl sie in ihrem zweiten Studienjahr an Gehirnhautentzündung erkrankte, was eine beinahe tödliche Schwellung ihres Gehirns verursachte. In Oxford lernte sie auch ihren Partner Alan Watt kennen.
Unmittelbar nach dem Abschluss startete sie ihre Karriere beim Fernsehen, zuerst als Fragenprüferin bei Spielshows wie Wheel of Fortune und Win, Lose or Draw und dann 14 Monate als Wettermoderatorin bei BBC Scotland. Seither hat sie als Produzentin und Moderatorin auf allen fünf terrestrischen britischen Fernsehsendern sowie beim Hörfunk der BBC gearbeitet.
2000 kündigte sie ihren Fernsehmoderatorenjob bei Tonight with Trevor McDonald, um zwei Biografien zu schreiben, die eine über James Cook, einen Entdecker des 18. Jahrhunderts, und eine über die keltische Kriegerkönigin Boudica. Während ihrer Forschungen über James Cook entdeckte sie, dass sie gemeinsame Vorfahren mit dem umstrittenen australischen Schriftsteller und Illustrator George Collingridge hat, der 1895 die Theorie von einer portugiesischen Entdeckung Australiens erklärt hatte.
Collingridge lebt seit 1989 in Schottland, wo sie mit ihrem Partner und ihren Söhnen in einem umgebauten Bauernhaus am Ufer des Castle Semple Loch in der Nähe von Lochwinnoch wohnt. Sie schreibt derzeit an ihrer Dissertation an der Universität Glasgow. Nebenbei arbeitet sie als Hörfunksprecherin für BBC Radio Scotlands Buried Treasure.

## Bibliografie
- Cook: Obsession and Betrayal in the New World. Ebury Press 2002. ISBN 0-09-187913-2.
- Boudica. Ebury Press 2005. ISBN 0-09-189819-6.